# ジェニファー・タマス
ジェニファー・クレア・タマス（Jennifer Claire Tamas, 旧姓:ジョインズ (Joines)、1982年11月23日 - ）は、アメリカ合衆国の元女子バレーボール選手。元バレーボールアメリカ合衆国女子代表。

## 来歴
カリフォルニア州サンタクララ出身。ミルピタス在住。プレゼンテーション高校、パシフィック大学卒業。
2005年、アメリカ代表チームに選出される。
2006年、セリエAのBigMatに移籍。
2007年にはトヨタ車体クインシーズに移籍し活躍。
2008年、北京オリンピックに出場し、銀メダル獲得に貢献した。
2009年8月、大学時代の男子バレーボールチームメイトであるクリス・タマスと結婚。
2010年、アメリカ代表に復帰すると主将に就任しワールドグランプリで優勝を果たす。同年の世界選手権にも出場した。

## 球歴
- 2005年 - パンアメリカンカップ、バレーボール世界選手権地区予選（優勝）
- 2006年 - WGP（7位）、世界選手権（9位）
- 2007年 - WGP（8位）、ワールドカップ（銅メダル）
- 2008年 - WGP（4位）、北京オリンピック（銀メダル）
- 2010年 - 世界選手権
- 2011年 - WGP（優勝）、ワールドカップ（銀メダル）

## 所属クラブ
- Bigmat Sanpaolo Chieri （2006-07年）
- トヨタ車体クインシーズ （2007-08年）
- Pinkin de Corozal（2007-2008年）
- Fakel Novy Urengoy（2008-2009年）
- Llaneras de Toa Baja（2009-2010年）
- アゼルレイル・バクー（2010-2012年）
- アゼリョル・バクー（2012-2013年）